# سیارک ۱۵۲۷۵۰
سیارک ۱۵۲۷۵۰ (به انگلیسی: 152750 Brloh، نامگذاری:1999BL5) صد و پنجاه و دو هزار و هفتصد و پنجاهمین سیارک کشف شده‌است که در ۲۱ ژانویه ۱۹۹۹ کشف شد.